# Sclerolinum major
Sclerolinum major är en ringmaskart som beskrevs av Southward 1973. Sclerolinum major ingår i släktet Sclerolinum och familjen skäggmaskar. Inga underarter finns listade i Catalogue of Life.